# Liste de ponts d'Égypte
Cet article a pour objet de présenter une liste de ponts remarquables d'Égypte, tant par leurs caractéristiques dimensionnelles, que par leur intérêt architectural ou historique. 

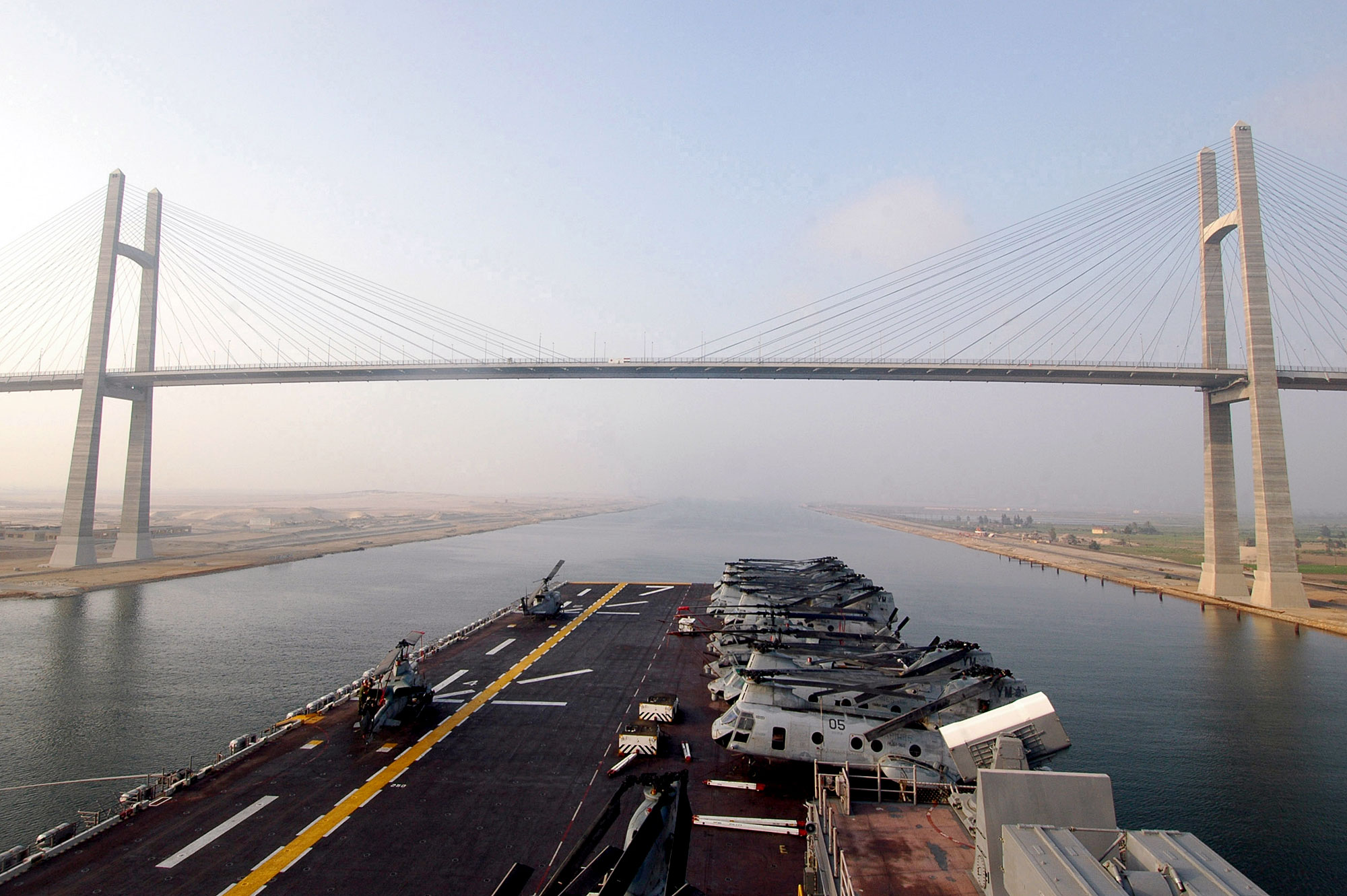
Le pont du Canal de Suez relie l'Afrique et l'Asie

La catégorie lien donne la classification de l'ouvrage parmi ceux présentés et propose un lien vers la fiche technique du pont sur le site Structurae, base de données et galerie internationale d'ouvrages d'art. La liste peut être triée selon les différentes entrées du tableau pour voir ainsi les ponts en arc ou les ouvrages les plus récents par exemple.
Les colonnes portée et longueur, exprimées en mètres indiquent respectivement la distance entre les pylônes de la travée principale et la longueur totale de l'ouvrage, viaducs d'accès compris.

## Ponts présentant un intérêt historique
| Représentation | Id. Structurae    | Nom                           | Arabe           | Observations                                                  | Long. | Type                              | Voie portée Voie franchie              | Date | Localisation                                  | Gouvernorat              | Ref. |
| -------------- | ----------------- | ----------------------------- | --------------- | ------------------------------------------------------------- | ----- | --------------------------------- | -------------------------------------- | ---- | --------------------------------------------- | ------------------------ | ---- |
|                | 1 sur Structurae. | Pont suspendu du zoo de Gizeh |                 | Conception par la société de construction de Levallois-Perret |       | Suspendu Fer forgé                | Passerelle                             | 1915 | Zoo de Gizeh 30° 01′ 25,8″ N, 31° 12′ 52,7″ E | Gizeh                    |      |
|                | 2                 | Pont du roi Farouk            |                 | Palais et jardins de Montazah                                 |       | Arc Béton                         | Mer Méditerranée                       |      | Alexandrie 31° 17′ 27″ N, 30° 01′ 19,9″ E     | Gouvernorat d'Alexandrie |      |
|                | 3 sur Structurae. | Pont Qasr al-Nil              | كوبري قصر النيل |                                                               |       | Poutres Acier, hauteurs variables | Place Saad Zaghloul - Place Tahrir Nil | 1933 | Le Caire 30° 02′ 37,5″ N, 31° 13′ 47″ E       | Gouvernorat du Caire     |      |
|                | 4 sur Structurae. | Pont El Gamaa                 | كوبري الجامعه   |                                                               |       | Poutres Acier, hauteurs variables | Nil                                    |      | Le Caire 30° 01′ 42,5″ N, 31° 13′ 14,4″ E     | Gouvernorat du Caire     |      |
|                | 5 sur Structurae. | Pont Stanley                  | كوبري ستانلي    |                                                               | 276   | Poutre-caisson Béton précontraint | El-Gaish Road Mer Méditerranée         | 2001 | Alexandrie 31° 14′ 06,2″ N, 29° 56′ 54,9″ E   | Gouvernorat d'Alexandrie |      |

## Les grands ponts
Ce tableau présente les ouvrages ayant des portées supérieures à 100 mètres ou une longueur totale supérieure à 1 000 mètres (liste non exhaustive).
|  |   | Nom                   | Arabe             | Portée | Long. | Type                                                         | Voie portée Voie franchie | Date | Localisation                                     | Gouvernorat           | Ref.  |
|  | - | --------------------- | ----------------- | ------ | ----- | ------------------------------------------------------------ | ------------------------- | ---- | ------------------------------------------------ | --------------------- | ----- |
|  | 1 | Pont du Canal de Suez | كوبري السلام      | 404    | 3900  | Haubané Tablier caisson acier, pylônes béton 50+70+404+70+50 | Canal de Suez             | 2001 | El Qantara 30° 49′ 40,8″ N, 32° 19′ 03,8″ E      | Ismaïlia              |       |
|  | 2 | Pont d'El Ferdan      | كوبري الفردان     | 340    | 640   | Cantilever Acier Pont tournant 150+340+150                   | Canal de Suez             | 2001 | El Qantara 30° 39′ 25,6″ N, 32° 20′ 02″ E        | Ismaïlia              |       |
|  | 3 | Pont d'Assouan        | كوبري أسوان       | 250    | 977   | Haubané Tablier caisson acier, pylônes béton                 | Nil                       | 2002 | Assouan 24° 11′ 38,7″ N, 32° 51′ 58,6″ E         | Gouvernorat d'Assouan | [ 1 ] |
|  | 4 | Pont du 6 octobre     | جسر 6 أكتوبر      | 141    | 12500 | Poutre-caisson Béton précontraint                            | Nil                       | 1996 | Le Caire 30° 02′ 57,3″ N, 31° 13′ 46,2″ E        | Gouvernorat du Caire  |       |
|  | 5 | Pont de Dessouk       | كوبري دسوق العلوي |        | 1295  | Poutre-caisson Béton précontraint                            | Nil                       | 1989 | Dessouk - Rahmaniya 31° 07′ 00″ N, 30° 39′ 03″ E | Kafr el-Cheik         | [ 2 ] |